# Phare de la Banche
Le phare de la Banche est un phare en mer français situé au large de La Baule, dans le département de la Loire-Atlantique et la région Pays de la Loire. Il a été construit par les ingénieurs Chatoney et Leferme au sud-est d'un plateau rocheux émergeant de quelques décimètres lors des plus basses mers.

## Historique
Dès 1825, une première tourelle en maçonnerie a été érigée sur un plateau dit banc du Turc.
En 1865, une nouvelle tour, avec un soubassement en granit, reçoit un feu fixe rouge de 3e ordre.
En 1893, des bandes noires et blanches sont peintes sur le fût pour le différencier du phare du plateau du Four et du phare du Grand-Charpentier.
En 1896, il est doté d'un feu à 3 occultations/18 secondes (secteurs blanc et rouge).
En 1907, une sirène est installée. Elle sera supprimée en 1986.
En 1930, le phare est doté d'un nouveau feu : éclats groupés (2+1) toutes les 15 secondes à secteurs blanc et rouge.
En 1935, après l'incendie de la lanterne, l'appareil est changé.
En 1945, le feu est rallumé, après son changement d'optique en 1944. Il sera muni d'un aérogénérateur.

## Phare actuel
Électrifié et automatisé en 1986, le phare actuel sera le dernier phare habité du département de la Loire-Atlantique.
C'est une tour tronconique en maçonnerie lisse et de pierres apparentes. Elle se termine par une succession de moulures portant une balustrade en pierre de taille.
L'optique du phare de la Banche de 1930 est exposée au siège de la direction du port autonome de Nantes-Saint-Nazaire.
Le phare fait l’objet d’une inscription au titre des monuments historiques depuis le 2 décembre 2011.